# ویلیام آرجونا
ویلیام آرجونا (انگلیسی: William Arjona؛ زادهٔ ۳۱ ژوئیهٔ ۱۹۷۹) بازیکن والیبال اهل برزیل است. آروجا در حال حاضر عضو تیم ملی والیبال برزیل و باشگاه سادا کروزیرو است. آروجا در قهرمانی جام باشگاه‌های جهان ۲۰۱۲ و ۲۰۱۳ به عنوان بهترین پاسور مسابقات انتخاب شد. وی در ترکیب تیم ملی برزیل به مدال برنز قهرمانی جهان ۲۰۱۴ و مدال طلا قهرمانی آمریکای جنوبی در سال ۲۰۱۳ دست یافت.